# Selva de las islas Mascareñas
La selva de las islas Mascareñas es una ecorregión de la ecozona afrotropical, definida por WWF, constituida por las islas Mascareñas (Reunión, Mauricio y sus dependencias), situadas en el océano Índico.
Esta ecorregión forma parte de la región denominada selvas húmedas de las Seychelles y las Mascareñas, incluida en la lista Global 200.

## Descripción
Es una ecorregión de selva lluviosa con una extensión total de unos 5.000 kilómetros cuadrados. Estas islas volcánicas nunca han estado conectadas a ningún continente, así que la flora y fauna nativas llegaron por mar, principalmente de África y Madagascar, aunque algunas especies son originarias de Asia.

## Flora
Antiguamente, las islas estaban cubiertas de selva, y albergaban una gran variedad de tipos de selva. Cerca de la costa había humedales costeros y selvas pantanosas; hacia el interior, se pasaba a selva lluviosa a barlovento y a selva seca de tierras bajas a sotavento, sabanas de palmeras, bosques montanos caducifolios, y brezales montanos en las cumbres de la Reunión.

## Fauna
No hay mamíferos nativos, salvo algunas especies de murciélago, como Pteropus rodricensis y el extinto Pteropus subniger.
Muchas aves evolucionaron en las islas hacia formas no voladoras. Catorce especies de aves se han extinguido; entre ellas, la más famosa es el dodo (Raphus cucullatus) de Mauricio. Otras aves extintas son el solitario de Rodrigues (Pezophaps solitaria), el ibis de la Reunión (Threskiornis solitarius), la cotorra de Newton (Psittacula exsul), la paloma azul de Mauricio (Alectroenas nitidissima), el loro Mascarinus mascarinus y el estornino Necropsar rodericanus.
También se han extinguido varias especies de tortuga gigante del género Geochelone. 

## Endemismos
El murciélago Pteropus niger está en peligro de extinción.
En las islas sobreviven 16 especies de aves endémicas:
- Bulbul de Mauricio (Hypsipetes olivaceus)), endémico de Mauricio
- Bulbul de Reunión (Hypsipetes borbonicus), endémico de Reunión
- Carricero de Rodrigues (Bebrornis rodericanus), endémico de Rodrigues
- Cernícalo de Mauricio (Falco punctatus), endémico de Mauricio
- Cotorra de Mauricio (Psittacula eques), endémica de Mauricio
- Fodi de Mauricio (Foudia rubra), endémico de Mauricio
- Fodi de Rodrigues (Foudia flavicans), endémico de Rodrigues
- Monarca del paraíso enmascarado (Terpsiphone bourbonnensis)
- Ojiblanco de Mauricio (Zosterops chloronothos), endémico de Mauricio
- Ojiblanco de las Mascareñas (Zosterops borbonicus)
- Ojiblanco olivo (Zosterops olivaceus), endémico de Reunión
- Oruguero de Mauricio (Coracina typica), endémico de Mauricio
- Oruguero de Reunión (Coracina newtoni), endémico de Reunión
- Paloma de Mauricio (Columba mayeri), endémica de Mauricio
- Salangana de las Mascareñas (Aerodramus francicus)
- Tarabilla de Reunión (Saxicola tectes), endémica de Reunión

También albergan 13 especies de reptiles endémicos, entre ellos varias especies de geckos diurnos del género Phelsuma:
- Boa de la isla Redonda (Casarea dussumieri)
- Boa de Mauricio (Bolyeria multocarinata)
- Eslizón de la isla Redonda (Leiolopisma telfairii)
- Gecko diurno de la isla Redonda (Phelsuma guentheri)

Los invertebrados de la región no están bien estudiados, pero se sabe que hay abundantes endemismos:
- el gusano nemertino Geonenertes rodericana de las selvas húmedas de Rodrigues
- la mariposa Pailio manlius de Mauricio.

Hay también muchos caracoles endémicos, pero el 30% se han extinguido y otro 30% está en peligro de extinción debido a la introducción del caracol carnívoro Euglandina rosea.
Las islas Mascareñas albergan 38 géneros y 695 especies de plantas endémicas; entre ellas, la familia Psiloxylaceae, con una sola especie, Psiloxylon mauritianum.
El tambalacoque (Sideroxylon grandiflorum), también llamado árbol del dodo por la errónea creencia de que era necesario que las semillas pasasen por el aparato digestivo del dodo para su germinación, es endémico de la isla Mauricio, y se encuentra en peligro de extinción.

## Estado de conservación
En peligro crítico. Gran parte de la flora y fauna nativa se encuentra en peligro de extinción o se ha extinguido. Desde los primeros asentamientos humanos en el siglo XVII la tala de la selva para agricultura y ganadería eliminó gran parte de la vegetación original. Se han introducido muchas especies exóticas, como cerdos, ratas, gatos monos y mangostas.

## Protección
La isla Redonda, situada al norte de Mauricio, es una reserva natural debido a las especies de reptiles endémicos que alberga.